# Јован Челеби Комнин
Јован Целеп (Челеби) Комнин (грчки: Ἰωάννης Κομνηνὸς Τζελέπης) је био син севастократора Исака Комнина и зет иконијског султана Месуда.

## Биографија
Јован је био син Исака Комнина, сина византијског цара Алексија I Комнина (1081-1118). Мајка му се звала Ирена. Отац му је око 1130. године подигао побуну против свог брата Јована II Комнина. Јован Челеби је учествовао у побуни те је, заједно са оцем, протеран на двор данишменског емира Газија. Јован II је помиловао Исака 1138. године, али је Јован Челеби већ следеће године поново пребегао Турцима. Године 1140. поражен је приликом опсаде Неоцезареје. Јован је прешао у ислам и добио надимак Челеби (по турској покрајини). Оженио је ћерку Месуда I. Јован Челеби је био предак османског султана Мехмеда II Освајача.